# Godło Omanu
Godło Sułtanatu Omanu przedstawia tradycyjny arabski sztylet nazywany dżambia, znajdujący się w pochwie, oraz skrzyżowane z nim dwie zakrzywione tradycyjne arabskie szable. Taki układ broni białej to tradycyjny symbol panującej w Omanie od 1746 r. dynastii Saidów. Całość opleciona jest ozdobnym kiełznem. Godło znajduje się także na fladze Omanu.